# 中国管理现代化研究会
中国管理现代化研究会是中华人民共和国管理现代化工作者组成的群众性学术团体，是中国科学技术协会主管的社会团体，1978年11月成立。